# Chtitha
La chtitha est un mets culinaire de la cuisine algérienne de la famille du ragoût, plus précisément du tajine'. Elle a pour base une sauce composée de pois chiches et de viande cuite dans une sauce rouge, fortement relevée d'ail, épaissie de concentré de tomate et parfumée de nombreuses épices comme le poivre, le ras el hanout et le cumin. Il s'agit également d'un tajine spécifique au nom propre.
Le terme chtitha est l'un des noms donné au mets culinaire du type tajine à Alger.
La chtitha se décline en une dizaine de plats différents, chacun ayant pour élément central un aliment spécifique. La combinaison — complexe — d'épices et d'herbes aromatiques est adaptée à chaque aliment, donnant une saveur unique à chaque chtitha.
Le fait que l'assiette de chtiha soit riche, nutritive et complexe à préparer n'empêche pas le fait que ce type de mets soit des plats populaires ; ils sont un classique du déjeuner quotidien algérien et largement appréciés du fait de leur teneur en épices. Leur origine remonte très probablement à l'ère dite ottomane (à cause de la présence d'aliments n'ayant été disponibles en Algérie qu'à partir du XVIe siècle, tels que tomates ou pommes de terre), témoignant, du fait du coût de l'ensemble des ingrédients nécessaires à sa préparation, de la prospérité des classes urbaines de l'époque.

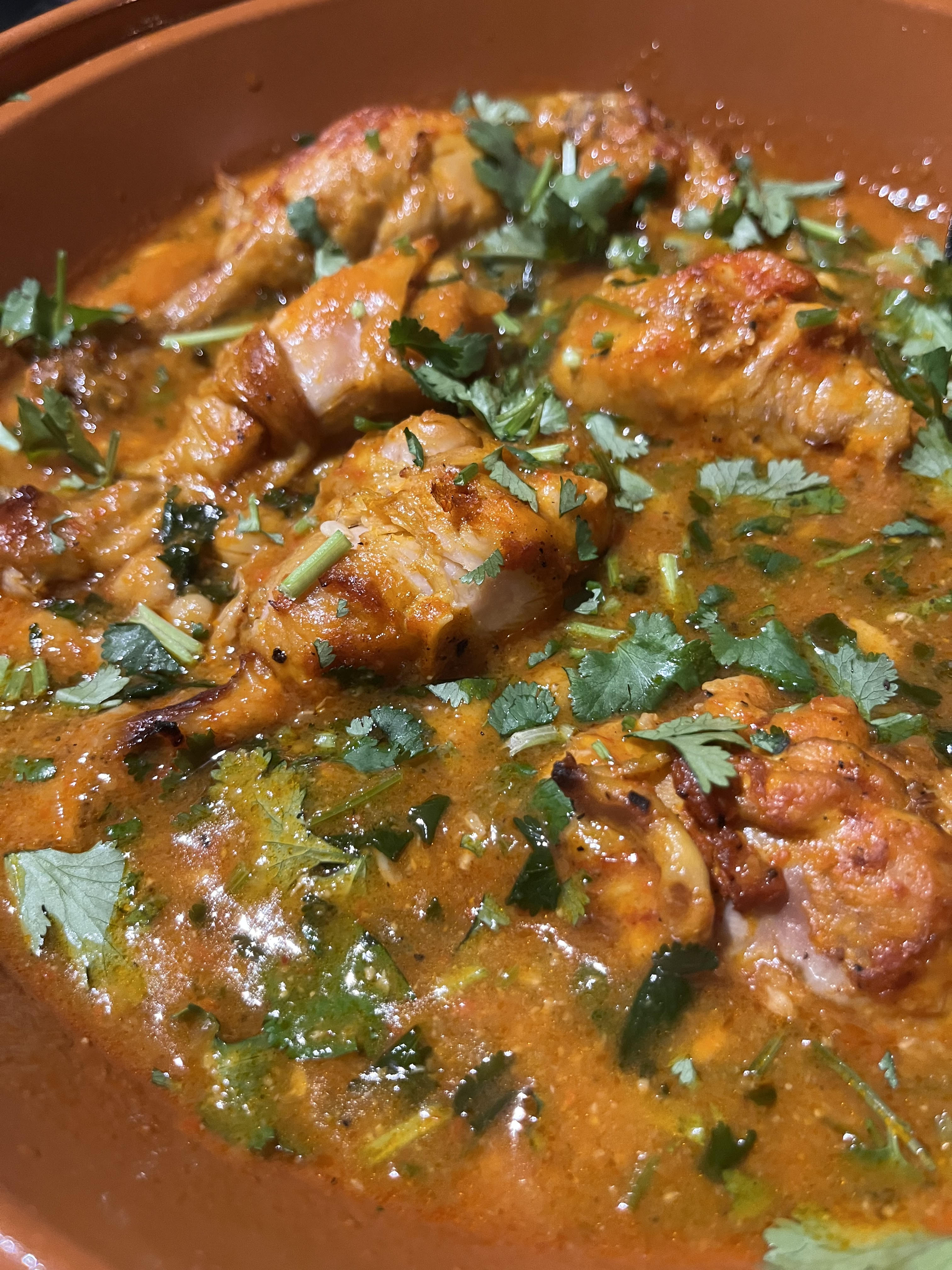
Chtitha poulet Algerienne

La chtitha est préparée avec la dersa ; si elle est préparée avec de la viande ou du poulet, on doit la laisser mariner un peu avant de mettre sur le feu.

## Les variantes
- Chtitha djedj, au poulet
- Chtitha lhem, avec de la viande
- Chtitha qamroune, avec des crevettes
- Chtitha batata besselq, avec des pommes de terre et des épinards
- Chtitha batata bel bid, avec des pommes de terre et des œufs
- Chtitha batata fliou, nécessitant la même recette que chtitha batata besselq en remplaçant les épinards avec de la menthe pouliot
- Chtitha mokh, avec de la cervelle de mouton
- Chtitha bouzellouf, avec de la tête de mouton
- Chtitha serdin, avec des sardines
- Etc.